# Aleurodicus fucatus
Aleurodicus fucatus es un hemíptero de la familia Aleyrodidae con una subfamilia: Aleyrodinae. Fue descrita científicamente en 1923 por Bondar.